# Teodor Taczak
Teodor Taczak (* 16. Oktober 1878 in  Mieszków  bei Jarocin; † 22. Juni 1941 in Warschau) war ein polnischer römisch-katholischer Priester, Theologe, Prälat und Sozialaktivist. Er wirkte als Professor für Kirchenrecht und Sozialethik, war Vorsitzender des Kirchengerichts in Gniezno und setzte sich für die Belange polnischer Emigranten sowie kirchliche Bildungsarbeit ein.

## Leben
Teodor Taczak war ein Sohn des Gastwirts Andrzej Taczak und dessen Ehefrau Balbina, geborene Warasiecka. Er hatte mehrere Geschwister, darunter Stanisław Taczak, der erste Oberbefehlshaber des Großpolnischen Aufstands, sowie Leon Taczak, ebenfalls Priester, der 1940 im Euthanasiezentrum Schloss Hartheim ermordet wurde.
Nach dem Abitur 1897 in Ostrów Wielkopolski studierte Taczak Theologie und Philosophie an den Priesterseminaren in Posen und Gniezno. Er schloss sich der national-konservativen Liga Narodowa an. Am 19. März 1901 empfing er die Priesterweihe und setzte anschließend sein Studium an der Universität Münster fort. Dort promovierte er 1903 mit einer Dissertation zum Thema Dämonologie.
Nach seiner Rückkehr nach Polen wirkte er zunächst als Hausgeistlicher an der Kirche St. Adalbert in Posen. 1908 wurde er Professor für Moraltheologie und Kirchenrecht in Gniezno und 1909 zum Domherrn ernannt. Von 1911 bis 1913 war er Mitherausgeber der apologetischen Zeitschrift „Wiadomości Apologetyczne“. 1915 übernahm er die Leitung des Kirchengerichts der Erzdiözese Gniezno als Offizial.
Nach dem Ersten Weltkrieg war Taczak für den Aufbau der polnischen Seelsorge in Metz verantwortlich. Ab 1925 war er Pfarrer in Śrem, ab 1930 an der Kirche St. Martin in Posen. Er engagierte sich als akademischer Seelsorger, Schulinspektor, Förderer der Caritas und als konservativer Publizist. Zudem ließ er ein Pfarrhaus errichten und stiftete Gedenktafeln an historischen Gebäuden.
Am 9. November 1939 wurde Taczak von der Gestapo verhaftet und in verschiedenen Lagern interniert. Er wurde schließlich nach Warschau deportiert, wo er am 22. Juni 1941 verstarb. Sein Grab befindet sich auf dem Powązki-Friedhof.

## Auszeichnungen
- Offizierskreuz des Ordens Polonia Restituta (1926)[2]
- Goldene Ehrennadel der Luftschutzliga (1938)[2]
- Goldenes Verdienstkreuz der Republik Polen (1938)[2]